# 最上川河川緑地公園
最上川河川緑地公園（もがみがわかせんりょくちこうえん）は、山形県長井市にある河川公園。

## 概要
最上川沿いに位置する。多目的グラウンドや水の広場、花の広場等がある。
毎年8月に行われる「ながい水まつり・最上川花火大会」の会場としても使われている。

## アクセス
- フラワー長井線・長井駅より徒歩15分[1]。

## 周辺
- 国道287号